# أحمد وفيق باشا
أحمد وفيق باشا (بالتركية الحديثة: Ahmed Vefik Paşa) ـ (الآستانة، 3 يوليو 1823 ـ الآستانة، 2 أبريل 1891) هو سياسي ودبلوماسي وكاتب مسرحي ومترجم عثماني من أصول يونانية. تولى عدة مناصب رفيعة في الدولة العثمانية، من بينها رئاسة أول برلمان عثماني سنة 1877، كما تولى منصب الصدر الأعظم لفترتين وجيزتين. من أبرز إنجازاته الثقافية تأسيس أول مسرح عثماني، حيث مُثلت عدة مسرحيات على النسق الغربي في مدينة بورصة، كما قام بترجمة عدد من أهم أعمال موليير.

## تعليمه
كان وفيق باشا مثقفًا مقبلًا على التعلم، بدأ تعليمه في الآستانة سنة 1831، ثم انتقل إلى باريس مع أسرته، حيث التحق بثانوية سان لوي، وقد تعلم الفارسية عندما صار سفيرًا للدولة العثمانية في طهران، وهو واضع أول معجم للغة التركية.

## مناصبه
تولى وفيق باشا منصب وزير التربية في الدولة العثمانية، كما تولى منصب الصدر الأعظم مرتين. وقد أنشأ مسرحًا على النمط الغربي في مدينة بورصة عندما كان محافظًا للمدينة. وفي سنة 1860، صار وفيق باشا سفيرًا للدولة العثمانية بباريس.

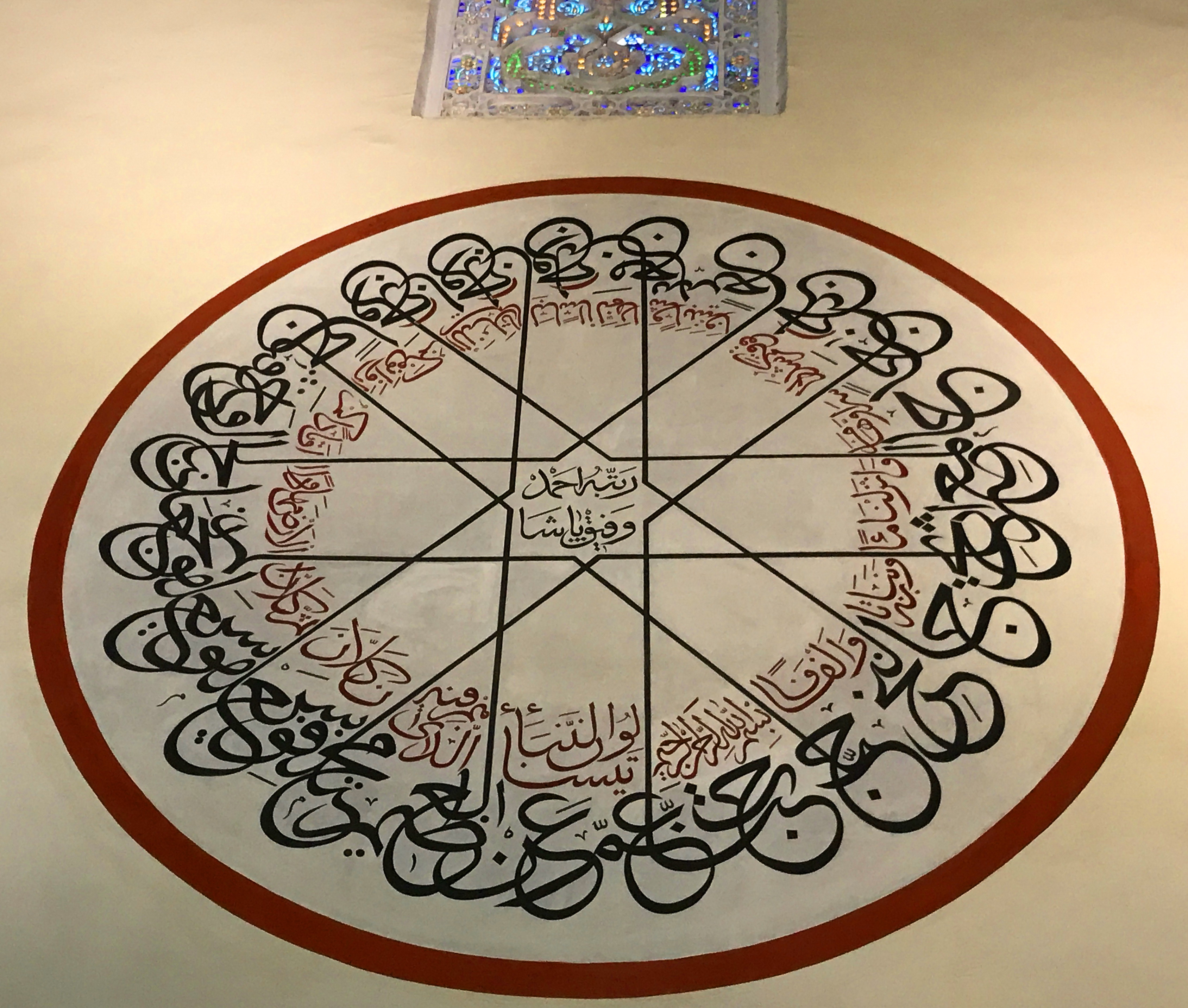
لوحة خط فنية عليها آيات من القرآن الكريم من "سورة النبأ"، مرسومة على الجدار الغربي لإيوان الصلاة الرئيسي بالجامع الأخضر ببورصة، فوق النافذة وتحت مشكاة الإضاءة.
مكتوب في وسطها «رتبه أحمد وفيق باشا».

## روابط خارجية
- أحمد وفيق باشا على موقع الموسوعة البريطانية (الإنجليزية)